# Corylus wangii
Corylus wangii — рідкісний вид ліщини, родини березових ендемічний для південно-західного Китаю, зокрема гір Вейсі у північно-західному Юньнані. Досягає висоти до 7 м. Гілки пурпурово-коричневі, молоді пагони опушені та залозисті, з білими сочевичками. Листя довгасте або яйцеподібно-довгасте, 5–10 × 2.5–7 см, паперової текстури, з гостро подвійно зубчастим краєм, основа серцеподібна, верхівка загострена. Жіночі суцвіття з 4–8 квіток, дзвоникоподібні приквітки (3–3.5 см) з лінійними лопатями. Горіхи овально-кулясті, діаметром ~1.5 см, безволосі. Цвітіння: червень–серпень, плодоношення: серпень–вересень. Оболонка горіха щільно колюча, нагадує каштанову.